# Emanuele Filiberto di Savoia-Carignano
Emanuele Filiberto di Savoia detto il Muto (Moûtiers, 20 agosto 1628 – Torino, 21 aprile 1709) fu il secondo principe di Carignano, marchese di Racconigi e di Busca con Cavallermaggiore, Villafranca, Vigone, Barge, Caselle, Roccavione e Salussola.
Fu governatore generale della città e della provincia di Ivrea dal 1644, governatore generale della città e della provincia di Asti dal 1663 e generale di cavalleria dell'esercito francese e sabaudo.
Nato sordo e con notevoli difficoltà espressive, a causa di ciò venne soprannominato dai contemporanei "il Muto". Fu una delle persone più colte del suo tempo e sotto la sua guida a Torino venne costruito Palazzo Carignano che in seguito divenne una delle residenze principali dei sovrani italiani di Casa Savoia.

## Biografia

### Infanzia ed educazione
Emanuele Filiberto era figlio di Tommaso Francesco di Savoia-Carignano e di Maria di Borbone. Suo padre era il fondatore della casata dei Savoia-Carignano e per parte paterna egli era dunque nipote del duca di Savoia, Carlo Emanuele I, mentre per parte di sua madre era imparentato con i conti di Soissons e Dreux. Sua sorella maggiore, la principessa Luisa Cristina di Savoia-Carignano, divenne poi moglie del principe ereditario Ferdinando Massimiliano di Baden-Baden e fu madre del famoso Türkenlouis, Luigi Guglielmo di Baden-Baden, uno dei più noti militari del suo tempo. Altro suo nipote fu il principe Eugenio, feldmaresciallo dell'esercito del Sacro Romano Impero ed eroe dell'assedio di Vienna contro i turchi.
Emanuele Filiberto nacque sordo e aveva quindi notevoli difficoltà nell'espressione orale. La scuola speciale per sordi più nota dell'epoca era in Spagna, dove il sacerdote Don Manuel Ramierez aveva elaborato un ottimo metodo per istruire le persone sorde alla pari dei normodotati. Emanuele Filiberto di Savoia imparò grazie a lui a leggere e a scrivere senza limitazioni, perciò poté dedicarsi allo studio di varie scienze, sebbene i metodi dell'epoca possano a oggi apparire parecchio discutibili: malgrado il suo rango e con il massimo rispetto per ogni minimo errore il giovane principe veniva picchiato, spesso con schiaffi, per "incoraggiarlo" a raggiungere risultati ottimali. Emanuele Filiberto dunque imparò sostanzialmente a leggere le labbra, guadagnandosi così la possibilità di interagire facilmente con gli altri. Riuscì persino a dire alcune parole, anche se con grande difficoltà.
Rientrato da Madrid in patria Emanuele Filiberto continuò la sua formazione scolastica sotto la guida di Emanuele Tesauro, con il quale mise in atto quanto appreso, leggendo molto e imparando diverse lingue. Ebbe una particolare predilezione per le scienze naturali, nelle quali fu sempre particolarmente versato.

### Carriera militare

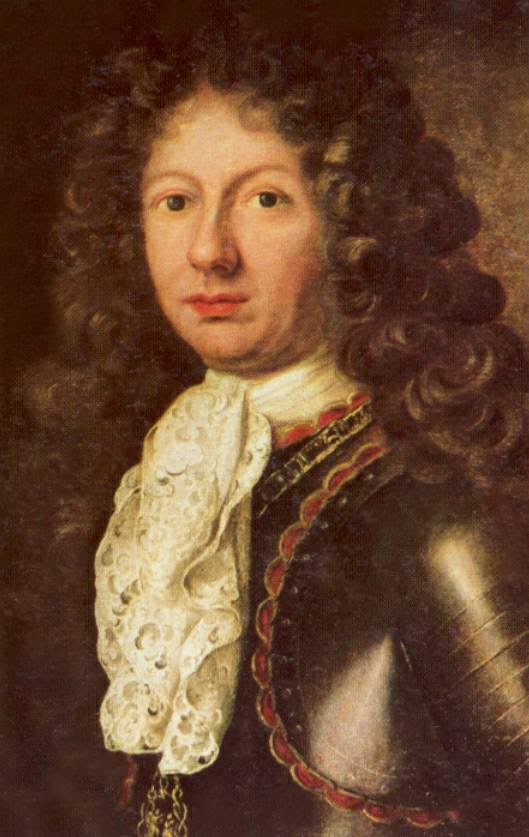
Ritratto del giovane Principe di Savoia-Carignano in arme, conservato oggi presso il castello di Racconigi.

A vent'anni, nel 1648, Emanuele Filiberto decise di intraprendere la carriera delle armi sotto la guida del padre, partecipando alle campagne militari in Lombardia, mostrando grande coraggio nell'assedio di Pavia e due anni dopo venne promosso colonnello di un reggimento di cavalleria al servizio del re di Francia, Luigi XIV. Nel 1658 il principe ricevette il grado di tenente generale nell'esercito di suo cugino Carlo Emanuele II, duca di Savoia. Nel 1656, alla morte del padre, ereditò il Reggimento Carignan-Salières. Superati i 35 anni fu nominato governatore della città di Asti.
Nel 1681 commissionò all'architetto Guarino Guarini la prima trasformazione del Castello di Racconigi, trasformandolo da fortezza medioevale a "Villa di Delizie". Il 7 novembre 1684, all'età di 56 anni, sposò a Racconigi Maria Caterina d'Este. Il matrimonio, concluso con la mediazione del cardinal Vincenzo Grimani, diplomatico veneziano al servizio dell'impero asburgico, vanificava ogni pretesa al trono dei Savoia della linea francese del conte di Soissons, e fu pertanto molto mal visto da Luigi XIV e dalla Corte di Francia, che vedeva minacciata la sua influenza politica sul Ducato di Savoia. Tale era l'influenza del sovrano francese sui vicini sabaudi che il re ottenne per qualche tempo l'allontanamento della coppia dalla città di Torino.

### Matrimonio e crisi diplomatica con il Re di Francia

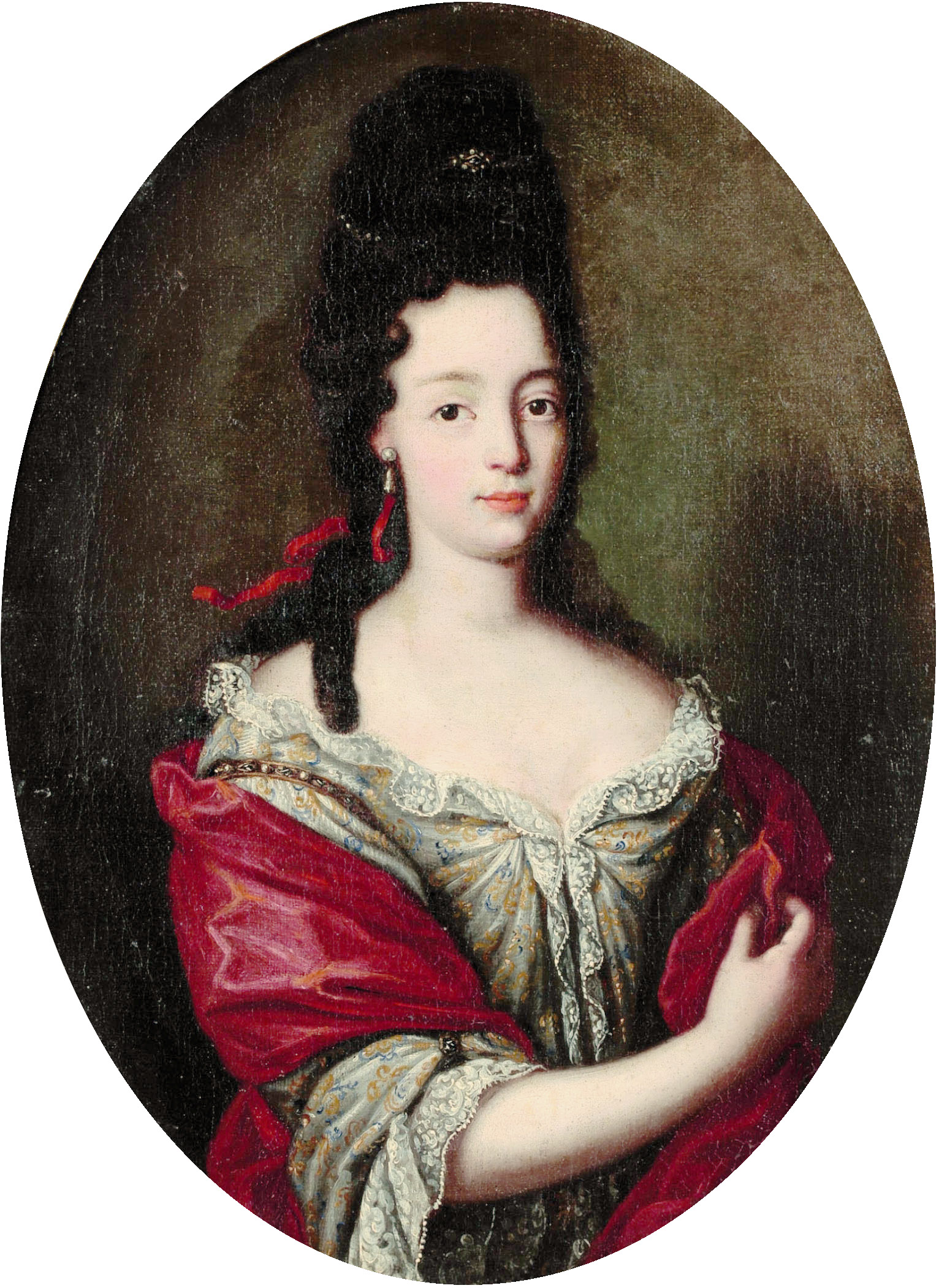
Maria Caterina d'Este, moglie di Emanuele Filiberto di Savoia-Carignano. Il matrimonio tra i due provocò una crisi diplomatica con il regno di Francia e l'ira di Luigi XIV

Emanuele Filiberto si sposò piuttosto tardi per la sua epoca e per questo motivo la casata di Savoia aveva considerato che egli non solo non avrebbe trovato moglie, ma che il suo titolo sarebbe stato condannato all'estinzione e pertanto come erede si pensava già a suo nipote Luigi Tommaso del ramo dei Savoia, conti di Soissons. Quando a ogni modo il giovane Conte di Soissons si sposò con la nobildonna francese Urania de La Corps de Beauvais anziché con un'aristocratica di alto lignaggio, la madre e la sorella di Emanuele Filiberto, indignate per la scelta e per evitare che il loro titolo andasse in mano a borghesi arricchiti, iniziarono a cercare moglie per il Principe di Carignano e diverse furono le candidature proposte: dalla toscana Anna Maria Luisa de' Medici, alla parmigiana Margherita Maria, sino alla modenese Maria Angela Caterina d'Este. La scelta del Principe ricadde su quest'ultima.
I negoziati su un possibile matrimonio vennero condotti in stretta segretezza. Vedendo il ritratto della Principessa inviatogli dal fratello di lei, Cesare Ignazio, marchese di Montecchio, Emanuele Filiberto si innamorò perdutamente della futura moglie. Il contratto matrimoniale fu firmato dalle parti a Modena il 17 settembre 1684. Il giorno seguente, il Principe scrisse una lettera alla sposa, in cui le confessò i suoi sentimenti e promise di essere un buon marito.
Nonostante la riservatezza tenuta nelle trattative il re Luigi XIV di Francia venne a sapere del matrimonio di Emanuele Filiberto e non ne fu particolarmente contento: la decisione del Principe di sposarsi per amore con una bella e istruita Principessa italiana, provocò infatti l'indignazione del Re francese che aveva intenzione di fare sposare Emanuele Filiberto con una delle sue figlie per rafforzare la sua posizione di pretesa al Ducato di Savoia. Luigi XIV mandò un suo emissario a Torino per obbligare Vittorio Amedeo II, duca di Savoia, a rompere il contratto di matrimonio di suo zio, ma il duca inizialmente ignorò semplicemente l'imposizione del Re di Francia, ma venne poi costretto ad accondiscendere a una richiesta di esilio formale della coppia dalla corte di Torino.
Il 10 novembre 1684 la sposa, accompagnata dal suo seguito, giunse nell'abitazione abituale dello sposo, il Castello di Racconigi. La mattina dell'11 novembre dello stesso anno Emanuele Filiberto si sposò con Maria Angela Caterina. Questa era figlia del defunto generale Borso d'Este, marchese di Montecchio, imparentato con i Duchi di Modena e Reggio. Luigi XIV, per vendetta, decise di rimuovere da corte la madre e la sorella del Principe di Carignano. Il 29 novembre 1684 gli sposi lasciarono il Castello di Racconigi, giungendo a Bologna il 16 dicembre successivo, dove i due si stabilirono a Palazzo Ariosti. Qui vennero accolti calorosamente legato pontificio il Cardinale Pignatelli (futuro papa Innocenzo XII) e dalla nobiltà locale.
Nel gennaio del 1685 i due ricevettero la visita del nipote di Emanuele Filiberto, il principe Eugenio, noto comandante militare che da poco aveva lasciato la corte di Francia ed era entrato al servizio dell'imperatore. Nel marzo di quello stesso anno il Principe e la Principessa di Carignano si spostarono di residenza a Palazzo Legnani dove vissero sino alla fine del loro esilio forzato dalla corte torinese. Emanuele Filiberto, per anni, si era infatti categoricamente rifiutato di chiedere perdono per la sua scelta matrimoniale a Luigi XIV, ritenendo che il suo amore fosse superiore anche alla volontà del Re di Francia o ai giochi di potere, e rifiutò addirittura l'offerta di perdono propostagli da un emissario appositamente giunto da Parigi per tale scopo a Bologna. Dopo qualche tempo, su pressione di suo cugino Duca di Savoia, si risolse a scrivere una lettera a Luigi XIV nel quale pur non chiedendo perdono accettava di sotterrare l'ascia di guerra. Nel giugno del 1685, il Principe e la Principessa di Carignano tornarono a Torino e poterono essere riammessi a corte.
Diretti discendenti di Emanuele Filiberto di Savoia furono i re del regno d'Italia: Vittorio Emanuele II, Vittorio Emanuele III, Umberto I e Umberto II.

### Ultimi anni e morte

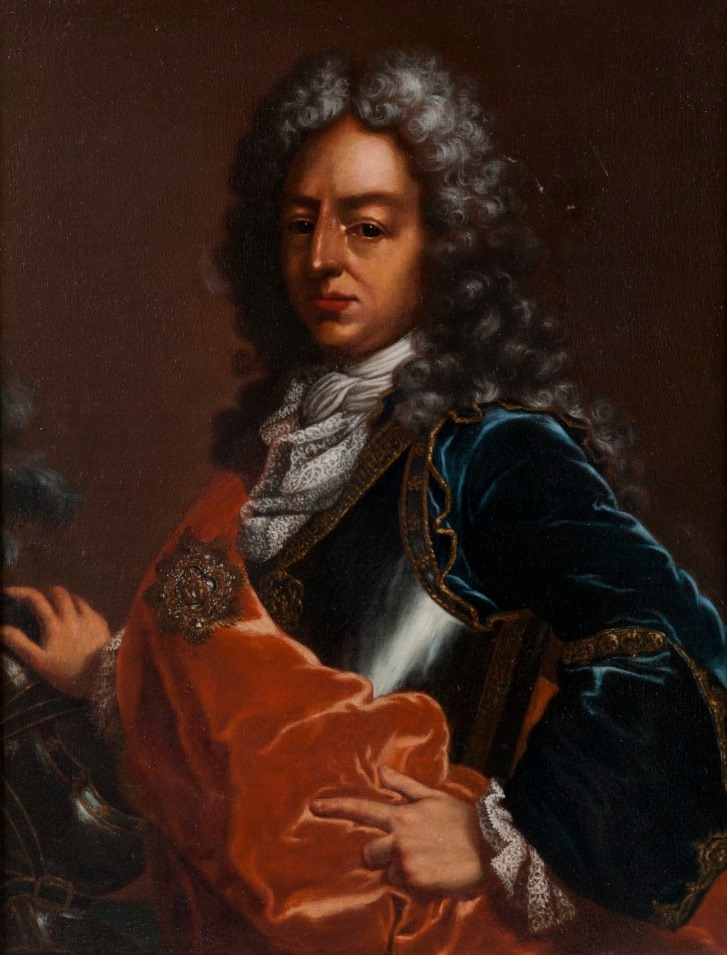
Emanuele Filiberto di Savoia-Carignano in un ritratto del XVIII secolo

Nel novembre 1701, Emanuele Filiberto venne nominato rappresentante del re Filippo V di Spagna al suo matrimonio per procura con la principessa Maria Luisa di Savoia. Fu inoltre padrino della principessa Maria Adelaide di Savoia, madre del futuro re di Francia, Luigi XV.
Nel 1706, durante l'assedio di Torino nell'ambito della guerra di successione spagnola, il principe ormai anziano venne sequestrato con la sua famiglia sulla strada per Genova dall'esercito del duca della Feyada e venne posto agli arresti domiciliari nel castello di Racconigi dove nel settembre di quello stesso anno ricevette notizie della vittoria dell'esercito del ducato sabaudo sugli eserciti francesi e spagnoli.

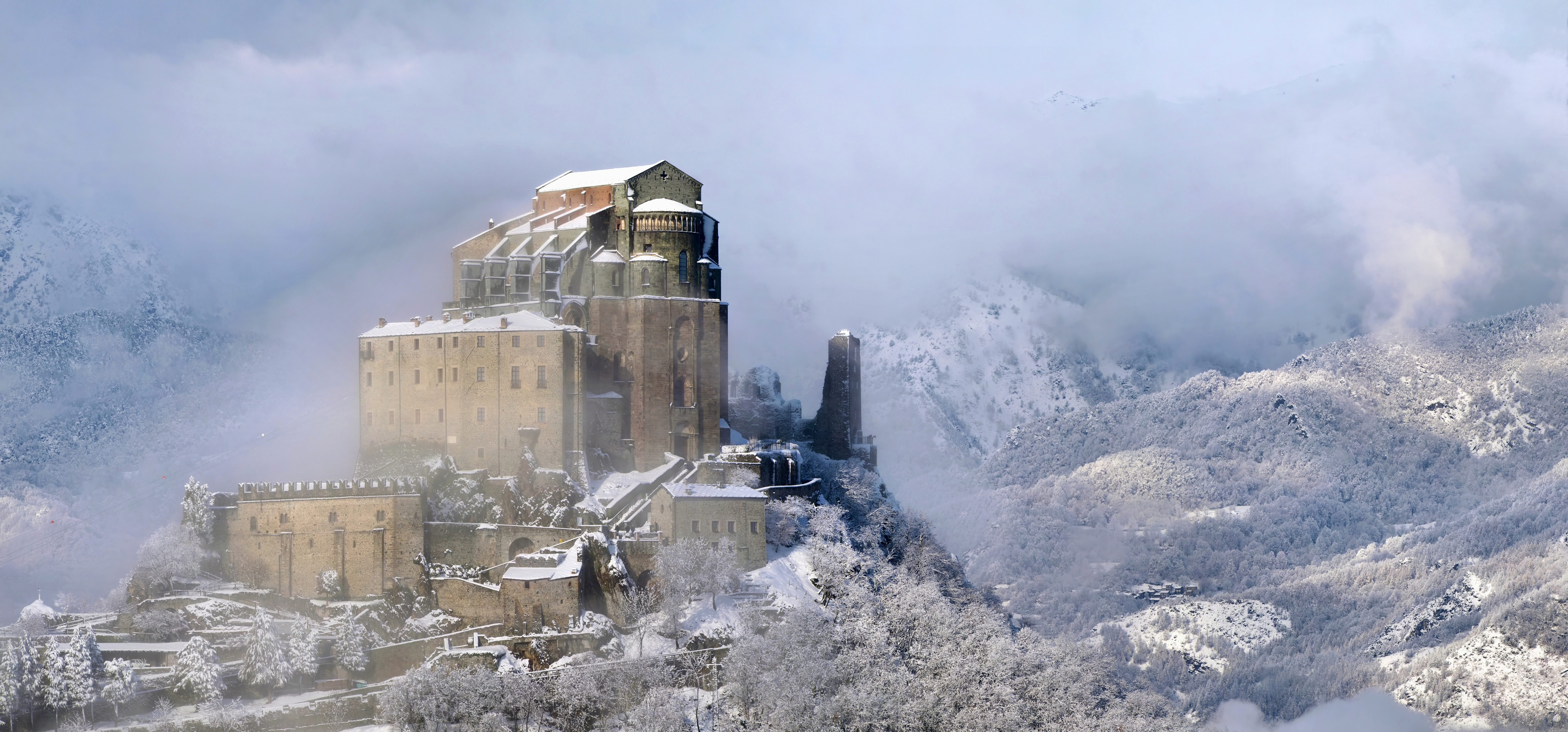
La Sacra di San Michele, ultimo luogo di sepoltura di Emanuele Filiberto di Savoia-Carignano

Emanuele Filiberto morì a Torino il 21 aprile 1709. Nel 1836, le sue spoglie furono sepolte presso la Sacra di San Michele, sul Monte Pirchiriano.

## Discendenza
Il principe Emanuele Filiberto e Maria Caterina d'Este ebbero:
- Maria Vittoria (1687 - 1763), andata sposa nel 1721 a Giuseppe Malabaila († 1735), conte di Cercenasco;
- Isabella Luisa (1688 - 1767), che sposò:
  - Alfonso Taparelli, conte di Lagnasco;
  - Eugenio, conte Cambiano di Ruffia;
  - Carlo Biandrate di San Giorgio;
- Vittorio Amedeo (1690- 1741), Principe di Carignano, suo successore;
- Tommaso Filippo Gastone (1696 - 1715).

## Ascendenza
|                                       |                          |                                 | Genitori                        |  |  | Nonni |  |  | Bisnonni                       |  |  | Trisnonni          |  |
|                                       |                          |                                 |                                 |  |  |       |  |  | Emanuele Filiberto I di Savoia |  |  | Carlo II di Savoia |  |
|                                       |                          |                                 |                                 |  |  |       |  |  | Emanuele Filiberto I di Savoia |  |  | Carlo II di Savoia |  |
|                                       |                          | Beatrice d'Aviz                 |                                 |  |  |       |  |  | Emanuele Filiberto I di Savoia |  |  |                    |  |
| Carlo Emanuele I di Savoia            |                          |                                 |                                 |  |  |       |  |  | Emanuele Filiberto I di Savoia |  |  |                    |  |
|                                       |                          | Margherita di Valois            | Francesco I di Francia          |  |  |       |  |  |                                |  |  |                    |  |
|                                       |                          | Margherita di Valois            | Francesco I di Francia          |  |  |       |  |  |                                |  |  |                    |  |
|                                       |                          | Margherita di Valois            | Claudia di Francia              |  |  |       |  |  |                                |  |  |                    |  |
| Tommaso Francesco di Savoia-Carignano |                          | Margherita di Valois            |                                 |  |  |       |  |  |                                |  |  |                    |  |
|                                       |                          | Filippo II di Spagna            | Carlo V d'Asburgo               |  |  |       |  |  |                                |  |  |                    |  |
|                                       |                          | Filippo II di Spagna            | Carlo V d'Asburgo               |  |  |       |  |  |                                |  |  |                    |  |
|                                       |                          | Filippo II di Spagna            | Isabella d'Aviz                 |  |  |       |  |  |                                |  |  |                    |  |
| Caterina Michela d'Asburgo            |                          | Filippo II di Spagna            |                                 |  |  |       |  |  |                                |  |  |                    |  |
|                                       |                          | Elisabetta di Valois            | Enrico II di Francia            |  |  |       |  |  |                                |  |  |                    |  |
|                                       |                          | Elisabetta di Valois            | Enrico II di Francia            |  |  |       |  |  |                                |  |  |                    |  |
|                                       |                          | Elisabetta di Valois            | Caterina de' Medici             |  |  |       |  |  |                                |  |  |                    |  |
| Emanuele Filiberto di Savoia          |                          | Elisabetta di Valois            |                                 |  |  |       |  |  |                                |  |  |                    |  |
|                                       | Luigi I di Borbone-Condé | Carlo IV di Borbone-Vendôme     |                                 |  |  |       |  |  |                                |  |  |                    |  |
|                                       | Luigi I di Borbone-Condé | Carlo IV di Borbone-Vendôme     |                                 |  |  |       |  |  |                                |  |  |                    |  |
|                                       | Luigi I di Borbone-Condé | Francesca d'Alençon             |                                 |  |  |       |  |  |                                |  |  |                    |  |
| Carlo di Borbone-Soissons             | Luigi I di Borbone-Condé |                                 |                                 |  |  |       |  |  |                                |  |  |                    |  |
|                                       |                          | Francesca d'Orléans-Longueville | Francesco d'Orléans-Longueville |  |  |       |  |  |                                |  |  |                    |  |
|                                       |                          | Francesca d'Orléans-Longueville | Francesco d'Orléans-Longueville |  |  |       |  |  |                                |  |  |                    |  |
|                                       |                          | Francesca d'Orléans-Longueville | Jacqueline de Rohan             |  |  |       |  |  |                                |  |  |                    |  |
| Maria di Borbone-Soissons             |                          | Francesca d'Orléans-Longueville |                                 |  |  |       |  |  |                                |  |  |                    |  |
|                                       |                          | Luigi di Montafià               | …                               |  |  |       |  |  |                                |  |  |                    |  |
|                                       |                          | Luigi di Montafià               | …                               |  |  |       |  |  |                                |  |  |                    |  |
|                                       |                          | Luigi di Montafià               | …                               |  |  |       |  |  |                                |  |  |                    |  |
| Anna di Montafià                      |                          | Luigi di Montafià               |                                 |  |  |       |  |  |                                |  |  |                    |  |
|                                       |                          | Giovanna di Coesme              | Luigi di Coesmes                |  |  |       |  |  |                                |  |  |                    |  |
|                                       |                          | Giovanna di Coesme              | Luigi di Coesmes                |  |  |       |  |  |                                |  |  |                    |  |
|                                       |                          | Giovanna di Coesme              | Anna di Pisseleu                |  |  |       |  |  |                                |  |  |                    |  |
|                                       |                          | Giovanna di Coesme              |                                 |  |  |       |  |  |                                |  |  |                    |  |

## Titolatura
- 2º Principe di Carignano;
- Marchese di Racconigi e Busca con Cavallermaggiore, Villafranca, Vigone, Barge, Caselle, Roccavione, Peveragno, Salussola e Boves dal 1656;
- Luogotenente Generale della città e provincia di Ivrea nel 1644;
- Colonnello di cavalleria nel reggimento di stranieri al servizio francese nel 1657;
- Luogotenente del Duca di Savoia nel 1658;
- Luogotenente Generale della città e provincia di Asti nel 1663.